# 黃凱迪
黃凱迪（1977年—），香港新聞從業員。
黃凱迪早年畢業於蘇浙小學及寶血女子中學，中四轉到英國留學，完成預科課程後回港升讀大學。2000年於香港中文大學新聞及傳播學院畢業後，藉着暑期實習，加入香港有線新聞，負責採訪和主播的工作，與及夥拍資深文化工作者梁文道主持有線財經資訊台節目《香港刺針》，討論香港熱門時事話題。
黃凱迪於2007年獲邀加盟now財經台擔任高級主播及主持《交易時段》環節。由2007年10月24日起，黃凱迪被調往now新聞台繼續擔任高級主播，並且夥拍時事評論員史文鴻博士擔任直播節目《時事全方位》的主持人工作。但2008年3月起改由彭晴繼續《時事全方位》的主持人工作，而黃凱迪回歸到now財經台擔任高級主播。
黃凱迪和李臻擔任now寬頻電視製作的《2007年香港大事回顧》之主持，節目已於2007年12月28日在now財經台及now新聞台播出；而他倆亦擔任2008北京奧運專題節目《奧運中華》主持，節目由5月2日開始於now新聞台播出。
黃凱迪跟林燕玲、徐蕙儀、李臻輪流擔任now寬頻電視製作的《08立法會選舉論壇》之主持，節目於2008年8月18日至2008年9月3日在now新聞台播出。客席主持包括李鵬飛、李彭廣、李燦榮、王慧麟。
黃凱迪於2011年獲晉升為首席主播，取代離職的林燕玲。2019年7月和2021年9月分別晉升為助理總主播和總主播，取代離職的李臻和徐蕙儀。
2012年，黃凱迪曾經有一段時間暫停於now寬頻電視的工作，期間只以資深女童軍組別顧問名義出席部分與童軍有關的活動，同年年中誕下兒子。
2021年，由於徐蕙儀退下火線離開新聞界，黃凱迪擢升為總主播，成為Now新聞播一姐。
2023年，黃凱迪正式離開now新聞台，重返有線新聞台擔任外事部主管，主責安排官員訪問﹑大事回顧特備節目及接待國家級官員等重要任務。